# 庄司昌彦
庄司 昌彦（しょうじ まさひこ 、1976年 - ）は、日本の情報社会学者。国際大学グローバルコミュニケーションセンター（GLOCOM）准教授・主任研究員。2019年から武蔵大学社会学部教授に就任。一般社団法人オープンナレッジファウンデーションジャパン代表理事。一般社団法人インターネットユーザー協会（MIAU）理事。一般社団法人情報法制研究所上席研究員。

## 来歴・人物
東京都出身。埼玉県立浦和高等学校、中央大学総合政策学部卒業、中央大学大学院総合政策研究科博士前期課程修了。2002年より国際大学グローバルコミュニケーションセンター研究員。2006年より地域SNS研究会を主宰。2010年から2012年まで政府IT戦略本部の「電子行政に関するタスクフォース」構成員を務めるなど、電子行政分野で政府の委員会委員等を務めている。2012年からは一般社団法人オープンナレッジファウンデーションジャパン代表理事。
2019年から武蔵大学社会学部教授に就任。
趣味はケチャップアート。

## 著作

### 共著
- 『地域SNS最前線 Web2.0時代のまちおこし実践ガイド』（アスキー, 2007年）庄司昌彦・三浦伸也, 須子善彦, 和崎宏 他
- 山口真一,庄司昌彦,他12名『智場#123特集号 データ・エコノミーの未来: 日本の競争戦略と個人情報保護』国際大学グローバル・コミュニケーション・センター、2019年。ISBN 978-4904305171。